# Narita
Narita (成田市?) è una città giapponese della prefettura di Chiba. Ha circa 120 000 abitanti ed è posta a est del centro della capitale giapponese.

## Economia e trasporti

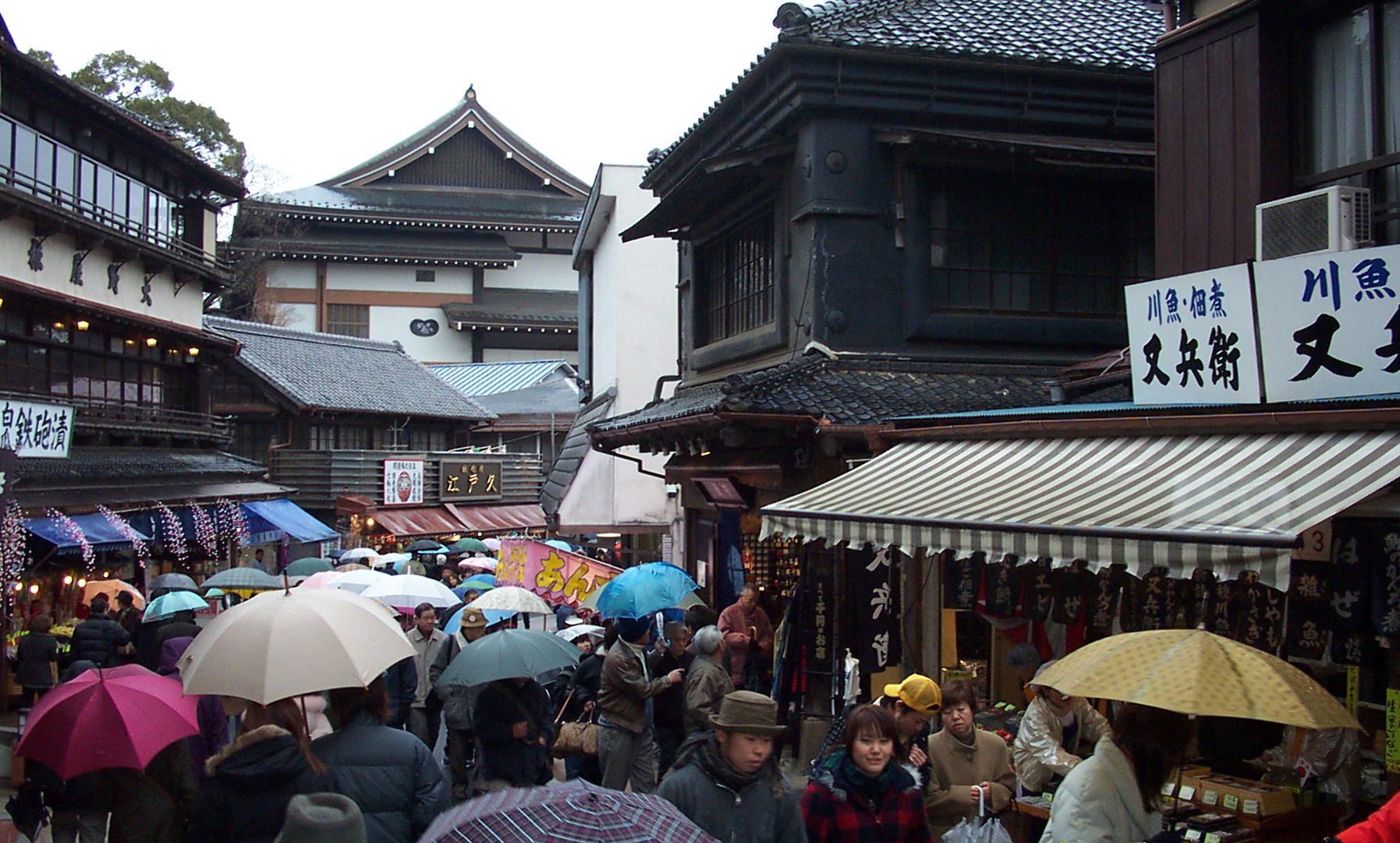
Scorcio di una via di Narita

La città, che è nota perché ospita l'Aeroporto Internazionale di Narita, è collegata al centro di Tokyo e a Chiba tramite la Narita line e la Joban line. Attraverso Narita passa il Narita Express che serve l'aeroporto internazionale. Narita è inoltre un importante centro turistico per via del parco templare di Narita-san.
L'economia cittadina era storicamente incentrata sull'agricoltura, con l'apertura dell'Aeroporto Internazionale di Narita però essa si è rifocalizzata principalmente sui settori dei trasporti, della logistica e del turismo. Gran parte del territorio dell'aeroporto è localizzato all'interno dei confini della città di Narita ma numerosi alberghi e strutture aeroportuali si trovano nelle vicine città di Shibayama e Tomisato.
La Prologis, la FedEx Express, la Sagawa Express e molte altre aziende hanno importanti centri di spedizione in città. La Nippon Cargo Airlines e la Vanilla Air hanno il loro quartier generale nella parte dell'aeroporto situata a Narita. Anche la Spring Airlines Japan ha sede in città, nella zona della stazione di Kōzunomori. La JALways aveva il proprio quartier generale al JAL Operations Center dell'aeroporto di Narita prima di essere assorbita dalla compagnia madre, la Japan Airlines, il 1º dicembre 2010.